# Daryl Janmaat
Daryl Janmaat (Leidschendam, 22 de julio de 1989) es un exfutbolista neerlandés que jugaba en la demarcación de defensa.

## Biografía
Desde los seis años formó parte de la disciplina del Feyenoord de Róterdam, hasta que en 2007 fichó por el ADO Den Haag, jugando en la Eerste Divisie. Un año después se fue traspasado al SC Heerenveen, con quien ganó la Copa de los Países Bajos la temporada de su debut con el club. En verano de 2012, después de que expirase su contrato, firmó por el Feyenoord de Róterdam. En julio de 2014 se hizo oficial su traspaso al Newcastle United. Dos años después, el 24 de agosto de 2016, el Watford se hizo con sus servicios. Allí estuvo cuatro años, poniendo punto final a su estancia en el club el 12 de octubre de 2020. Tras un par de meses sin equipo, antes de acabar el año se hizo oficial su regreso al ADO Den Haag firmando un contrato hasta 2023. Al finalizar la temporada 2021-22 decidió retirarse y pasó a ejercer de director técnico del club.

## Selección nacional
Hizo su debut como internacional con la selección de fútbol de los Países Bajos el 7 de septiembre de 2012 en un partido contra Turquía en la clasificación para la Copa Mundial de Fútbol de 2014. El 31 de mayo de 2014, Joël Veltman fue elegido como uno de los 23 jugadores que disputarían la Copa Mundial de fútbol de 2014 para representar a los Países Bajos bajo las órdenes de Louis van Gaal.

### Participaciones en Copas del Mundo
| Mundial                        | Sede   | Resultado     |
| ------------------------------ | ------ | ------------- |
| Copa Mundial de Fútbol de 2014 | Brasil | Tercer puesto |

## Clubes
| Club                   | País         | Año       | Partidos | Goles |
| ---------------------- | ------------ | --------- | -------- | ----- |
| ADO Den Haag           | Países Bajos | 2007-2008 | 33       | 3     |
| S. C. Heerenveen       | Países Bajos | 2008-2012 | 100      | 8     |
| Feyenoord de Róterdam  | Países Bajos | 2012-2014 | 75       | 5     |
| Newcastle United F. C. | Inglaterra   | 2014-2016 | 77       | 4     |
| Watford F. C.          | Inglaterra   | 2016-2020 | 85       | 6     |
| ADO Den Haag           | Países Bajos | 2021-2022 | 16       | 0     |

## Palmarés

### Campeonatos nacionales
| Título                   | Club             | País         | Año  |
| ------------------------ | ---------------- | ------------ | ---- |
| Copa de los Países Bajos | S. C. Heerenveen | Países Bajos | 2009 |